# Хорни, Карен
Ка́рен Хо́рни (англ. Karen Horney; урождённая Даниельсен) (16 сентября 1885, Гамбург — 4 декабря 1952, Нью-Йорк) — американский психоаналитик и психолог, одна из ключевых фигур неофрейдизма. Акцентировала значение воздействия окружающей социальной среды на формирование личности.

## Биография
Карен Хорни (Karen Horney), урождённая Даниэльсон, родилась в Германии, неподалёку от Гамбурга в 1885 году. Её отец был морским капитаном, глубоко верующим человеком, убеждённым в превосходстве мужчин над женщинами. Её мать, нидерландка, привлекательная и свободомыслящая женщина была на 18 лет моложе своего мужа. Большую часть детства и отрочества Хорни мучили сомнения в своих достоинствах, усугублявшиеся ощущением внешней непривлекательности. Чувство своей малоценности она компенсировала, став превосходной студенткой. Позднее она призналась: «Поскольку я не могла стать красавицей, я решила стать умной» (Rubins, 1978, р. 14).
В 14 лет Хорни приняла
решение стать врачом. Цель была достигнута в 1906 году, когда она поступила в Университет во Фрайбурге. Там она встретила Оскара Хорни, студента-юриста, и вышла за него замуж в 1910 году. Хорни получила медицинскую степень в Берлинском университете в 1915 году. В течение следующих пяти лет она изучала психоанализ в Берлинском психоаналитическом институте. Почти все это время Хорни страдала от тяжёлых приступов депрессии и однажды, как сообщают её биографы, была спасена мужем при попытке самоубийства (Rubins, 1978).
К 1926 году брак Хорни начал разрушаться по мере того, как росла лавина её личных проблем. Скоропостижная смерть брата, развод родителей и их смерть в течение одного года, растущие сомнения в ценности психоанализа — все это привело её к совершенно подавленному состоянию. Тем не менее, после развода с мужем в 1927 году она начала делать успешную карьеру как психиатр. Она работала в Берлинском психиатрическом институте и была очень увлечена преподаванием, написанием научных работ и путешествиями.
Карен Хорни переехала в США из Германии в 1932 году для работы в Чикагском психоаналитическом институте. В 1934 она переезжает в Нью-Йорк, где ведёт занятия в Новой школе социальных исследований, а также в Нью-Йоркском психоаналитическом институте. В 1941 году коллеги изгоняют её из института, в связи с её отходом в теории и практике работы от ортодоксального психоанализа, и она основывает собственную Ассоциацию содействия развитию психоанализа (Association for the Advancement of Psychoanalysis).
Карен Хорни имела в браке трёх дочерей, из них одна, Бригитта Хорни, стала известной актрисой в Германии в 1930—1940-е годы.

## Научная деятельность
В результате переезда из Германии в США ей удалось проанализировать, в какой мере культурная среда влияет на образование невротического поведения:

Тогда я увидела, что отношения между людьми и неврозы в этой стране во многом отличаются от тех, которые я наблюдала в европейских странах. И что объяснить это может лишь различие в цивилизациях.— Хорни К. Наши внутренние конфликты
Невроз формируют воздействие окружающей социальной среды и разрушение человеческих взаимоотношений. Ортодоксальный психоанализ же ориентируется на генетические и инстинктивные причины. Например, подавление (культурой) инстинктов приводит к формированию невроза (пример — Эдипов комплекс). В результате меняется смысл терапии. Цель ортодоксального психоанализа — помочь справиться со своими инстинктами. По Хорни цель терапии состоит в восстановлении отношений с людьми и собой, поиска точки опоры в себе, избавления от невротических защитных механизмов, лишь отчасти помогающих человеку справляться с жизненными трудностями, но при более глубоком взгляде закрывающими возможность нормальной жизни.
В основе любого невроза обычно усматривают внутренний конфликт (противоборство между чем-то и чем-то в психике человека). Невротический конфликт по Фрейду — борьба вытесненных (инстинкты) и вытесняющих сил (культура). Хорни в своих ранних работах выдвинула положение о том, что динамическим центром невроза является противоречие между взаимоисключающими невротическими тенденциями личности.

Описанная мною структура неврозов не противоречит в принципе теории Фрейда. … Но хотя я согласна, что конфликт между побуждением человека и социальным давлением составляет необходимое условие для возникновения всякого невроза, я не считаю это условие достаточным. … Невроз возникает лишь в том случае, если этот конфликт порождает тревожность и если попытки уменьшить тревожность приводят в свою очередь к защитным тенденциям, которые, хотя и являются в равной мере настоятельными, тем не менее несовместимы друг с другом. — Хорни К. Невротическая личность нашего времени // Хорни К. Собр. соч. в 3-х т. — М. : Смысл, 1997. — Т. 1. — Гл. 5. — С. 346.
В своей более поздней работе «Самоанализ» (1942) Хорни назвала эти защитные тенденции «невротическими наклонностями» (neurotic trends), понимая под ними навязчивые, лежащие «в основе психических расстройств… бессознательные побуждения, которые получают развитие, поскольку позволяют человеку справиться с жизнью, несмотря на его страхи, беспомощность и одиночество». Выделив в «Самоанализе» десять таких патогенных стремлений, Хорни в этот период считала, что

основой неврозогенеза… становится конфликт нескольких невротических наклонностей, когда следование одним наклонностям будет постоянно препятствовать осуществлению противоположных. В такой ситуации человек «заходит в тупик». — Менделевич В. Д., Соловьева С. Л. Неврозология и психосоматическая медицина. — М. : МЕДпресс-информ, 2002. — С. 27-28. — ISBN 5-901712-27-7.
Одними из главных невротических наклонностей Хорни считала компульсивную потребность в любви и компульсивное стремление к власти. В конфликте друг с другом могут находиться невротическое стремление к любви и невротическое соперничество — невозможно идти по головам людей и заботиться о них (рассчитывая получить любовь в ответ). В принципе, даже для здорового человека соперничество будет означать дефицит проявлять любовь и получать любовь (любовь — в широком смысле слова). У невротических наклонностей обычно есть функция (скрытая выгода). В конечном счёте, она сводится к снятию или смягчению тревожности конкретной личности.
Свою трактовку невротических конфликтов Хорни видоизменила в своей главной и наиболее зрелой работе «Невроз и личностный рост: Борьба за самореализацию» (1950). В противоборстве несовместимых невротических наклонностей Хорни стала усматривать лишь частный случай невротических конфликтов. Вводя понятие «центрального внутреннего конфликта» как конфликта между «реальным» и «идеальным» Я, Хорни подчёркивала, что он является более глубоким, чем конфликт различных невротических сил:

Когда ранее, в других своих книгах, я использовала термин «невротический конфликт», я имела в виду конфликт между двумя несовместимыми компульсивными влечениями. Однако центральный внутренний конфликт — это конфликт между здоровыми и невротическими, конструктивными и деструктивными силами. Следовательно, мы должны будем расширить наше определение и сказать, что невротический конфликт может действовать либо между двумя невротическими силами, либо между здоровыми и невротическими. Важность этого различия выходит за пределы терминологического разъяснения. … По аналогии с государством, это различие между столкновением интересов отдельных групп и вовлечением всей страны в гражданскую войну. — Хорни К. Невроз и развитие личности // Хорни К. Собр. соч. в 3-х т. — М. : Смысл, 1997. — Т. 3. — Гл. 5. — С. 359.
«Невротическая личность нашего времени» (1937) преднамеренно написана доступным неспециалисту языком (самолечение предполагается). Главная ценность книги — системное описание невроза. Последовательно изложен большой объём различных причинно-следственных связей. Основные темы — тревога, враждебность, компульсивное стремление к любви и к власти, невротическое чувство вины.
«Новые пути в психоанализе» (1939) содержит специальную терминологию, что не слишком мешает прочтению.